# Aristolochia rhizantha
Aristolochia rhizantha là một loài thực vật có hoa trong họ Aristolochiaceae. Loài này được Lundell mô tả khoa học đầu tiên năm 1937.